# CBS
CBS (acrónimo de Columbia Broadcasting System, su antiguo nombre) es una cadena de televisión abierta estadounidense, que tuvo sus inicios como una cadena de radio, propiedad de la división CBS Entertainment Group de Paramount Skydance Corporation. Es la tercera cadena de teledifusión más grande en el mundo, detrás de la American Broadcasting Company (ABC) y de la brasileña Rede Globo. A la cadena se la denomina a veces como la "Eye Network", en referencia a la forma del logo de la compañía, que representa a un ojo. También se ha llamada la "Tiffany Network", un nombre que alude a la alta calidad de la programación percibida en la CBS durante la tenencia de su fundador, William S. Paley (1901–1990). También puede referirse a unas de las primeras demostraciones de televisión en color por la CBS, que fueron llevadas a cabo en un antiguo edificio de Tiffany & Co. en la Ciudad de Nueva York en 1950, lo cual le atraería el nombre "Color Broadcasting System" durante una época en que una tal hazaña era innovadora.[cita requerida]
La cadena tiene sus orígenes en United Independent Broadcasters, Inc., una colección de 16 emisoras de radio que fue comprada por William S. Paley en 1928 y renombrada como la Columbia Broadcasting System. Bajo la dirección de Paley, la CBS se convertiría inicialmente en una de las cadenas de radio más grandes en los Estados Unidos, y posteriormente en una de las tres cadenas de televisión estadounidenses más grandes. En 1974, la CBS retiró su nombre completo y se hiza conocida como simplemente CBS, Inc. La Westinghouse Electric Corporation adquirió la cadena en 1995, y finalmente adoptó el nombre de la compañía que había comprada para convertirse en CBS Corporation. En 2000, la CBS quedó bajo el control de Viacom, que coincidentemente había comenzado como un spin-off de la CBS en 1971. A finales de 2005, Viacom se dividió, restableciendo CBS Corporation con la cadena de televisión CBS en su centro. Sin embargo, en 2019 ambas empresas nuevamente se fusionaron, creando la empresa ViacomCBS. ViacomCBS, ahora Paramount Global, es controlada por Sumner Redstone a través de National Amusements, su empresa matriz.
La compañía está constituida por varias divisiones: televisión, radio, noticiarios, deportes y entretenimientos, entre otras. CBS suministra su programación a más de 200 estaciones independientes y 5 propias en Estados Unidos, así como a otros afiliados en países extranjeros.

## Historia

### Años de radio
Las orígenes de la CBS datan del 21 de enero de 1927, con la creación de la cadena "United Independent Broadcasters" en Chicago por Arthur Judson, un agente de talentos en Nueva York. Sin embargo, la incipiente cadena pronto necesitó inversionistas adicionales; y la Columbia Phonograph Company, la casa matriz propietaria de Columbia Records, la rescató en abril de 1927; como resultado, la cadena fue renombrada como "Columbia Phonographic Broadcasting System". Columbia Phonographic salió al aire el 18 de septiembre de 1927, con una presentación por la Howard Barlow Orchestra desde su emisora principal, WOR-AM en Newark, Nueva Jersey, y quince afiliados.
Los costos operacionales eran elevados, particularmente debido a los pagos a AT&T para el uso de sus líneas terrestres, y a finales de 1927, Columbia Phonograph quería salirse. A principios de 1928, Judson vendió la cadena a los hermanos Isaac y Leon Levy (propietarios de WCAU, el afiliado de la cadena en Filadelfia), y su socio Jerome Louchenheim. Ninguno de los tres estaba interesado en asumir la gestión cotidiana de la cadena, así que se instaló como presidente William S. Paley, el hijo de un fabricante de cigarros en Filadelfia y un pariente de la familia Levy. Con la compañía de discos fuera de la escena, Paley rápidamente cambió el nombre a "Columbia Broadcasting System". Creyó en el poder de publicidad en la radio, porque la línea de cigarros de su familia, "La Palina", duplicó sus ventas después de que el joven William convenciera a sus mayores de anunciar en la radio. En septiembre de 1928, Paley compró la cuota de Louchenheim en la CBS y se convirtió en su propietario mayoritario, con un 51% de la empresa.

#### Entrega: El primer año de Paley
Durante el régimen breve de Louchenheim, Columbia pagó $410.000 a la Atlantic Broadcasting Company, encargada por Alfred H. Grebe, para una emisora pequeña en Brooklyn —WABC—, que se convertiría en la emisora principal de la cadena. WABC fue rápidamente mejorada, y la señal actualizó a una frecuencia más fuerte, 860 kHz. La planta física fue reubicada también—a Steinway Hall en West 57th Street en Manhattan. Fue allí donde mucha de la programación de la CBS se originó. Las otras emisoras poseídas y operadas fueron KNX en Los Ángeles, KQW (ahora KCBS) en San Francisco, WCAU (ahora WPHT) en Filadelfia, WJSV en Washington D. C. (posteriormente WTOP, que trasladó a la esfera en 2005; la facilidad de AM actualmente poseída la CBS en esta área es WFED, también un afiliado secundario de la CBS), WWNY en San Luis, y WCCO en Mineápolis. Estos permanecen como los afiliados principales de CBS Radio Network en la actualidad, y WABC (ahora conocida como WCBS) permanece como la emisora principal. Con el cambio de 1929, la cadena podría jactarse a sus patrocinadores de que tenía 47 afiliados.
Paley hizo rápidas gestiones para colocar a su cadena en una posición financiera más firme. En el otoño de 1928, entró en negociaciones con Adolph Zukor de Paramount Pictures, quien planificó mover esa compañía hacia la radio en respuesta a RCA planificando incursiones a la industria de películas con el advenimiento del cine sonoro. El acuerdo se materializó en septiembre de 1929: Paramount obtuvo un 49 por ciento de la CBS en recompensa de una porción de su cuota que era digna de $3.800.000 en ese tiempo. El acuerdo especificó que Paramount volvería a comprar esa misma cuota el 1 de marzo de 1932 por un costo fijo de $5.000.000, a condición de que la CBS ganase $2.000.000 durante 1931 y 1932. Por un tiempo breve, hubo hablas que la cadena podría ser renombrada como "Paramount Radio", pero esas duraron por solo una mes—el crac de 1929 trajo la totalidad del mercado de valores a una caída. Galvanizó Paley y sus tropas, sin embargo. Según Paley, "No tuvimos cualquiera alternativa salvo por revertir la suerte de nuestra cadena y ganar el costo de $2.000.000 en dos años.... Esta es la atmósfera en la cual la CBS fue convertida en lo que es hoy". Casi en bancarrota, el estudio de películas re-vendió sus cuotas a la CBS en 1932; mientras Paramount estaba en apuro, esto no fue el caso con la CBS.
En el primer año de la gestión de Paley, los ingresos brutos de la CBS triplicaron, pasando de $1.400.000 a $4.700.000.

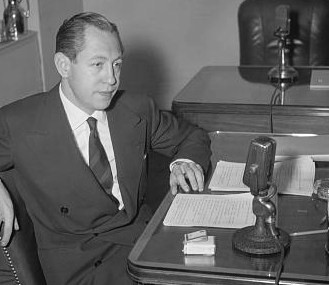
Los ingresos brutos de William S. Paley y su junta de directores vieron un aumento durante su primera década de gestión.

La mayoría del aumento tuvo un buen resultado cuando Paley hizo su segunda mejora al plan empresarial de la CBS—relaciones mejoradas con sus afiliados. Hubo dos tipos de programas en ese tiempo: patrocinados y nutritivos, i.e., sin patrocinio. El rival de la CBS, la National Broadcasting Company (NBC), pagó a sus afiliados por cada programa patrocinado que emitieran, y les encargó para cada programa nutritivo que emitiesen también. Fue oneroso para emisoras medianas y pequeñas, y el resultado se tradujo en tanto en muchos afiliados infelices como una muy limitada realización de programas nutritivos. Paley tuvo una idea diferente, diseñada para asegurar que los programas de la CBS se transmitiesen en la mayor cantidad posible de aparatos de radio: regalaría los programas nutritivos de forma gratuita, a condición de que la emisora emitiera cada programa patrocinado, y aceptara el cheque de la CBS para hacer esto. CBS pronto tuvo más afiliados que la NBC Red Network o la NBC Blue Network juntos.
Paley fue un hombre quien valoró estilo y gusto, y en 1929, una vez que había satisfecho a sus muchos afiliados y poseía una compañía con solvencia en vías de recuperación, reubicó su inequitud al 485 de Madison Avenue: "el corazón de la comunidad publicitaria, justo donde Paley quería posicionar su compañía", y donde la CBS quedaría hasta su traslado a Black Rock en 1965. Cuando sus terratenientes nuevos expresaron escepticismo sobre la cadena y su reputación, Paley superó sus escrúpulos comprando un arriendo de $1.500.000.

#### Años 1930: CBS se enfrenta a los Red y Blue Networks

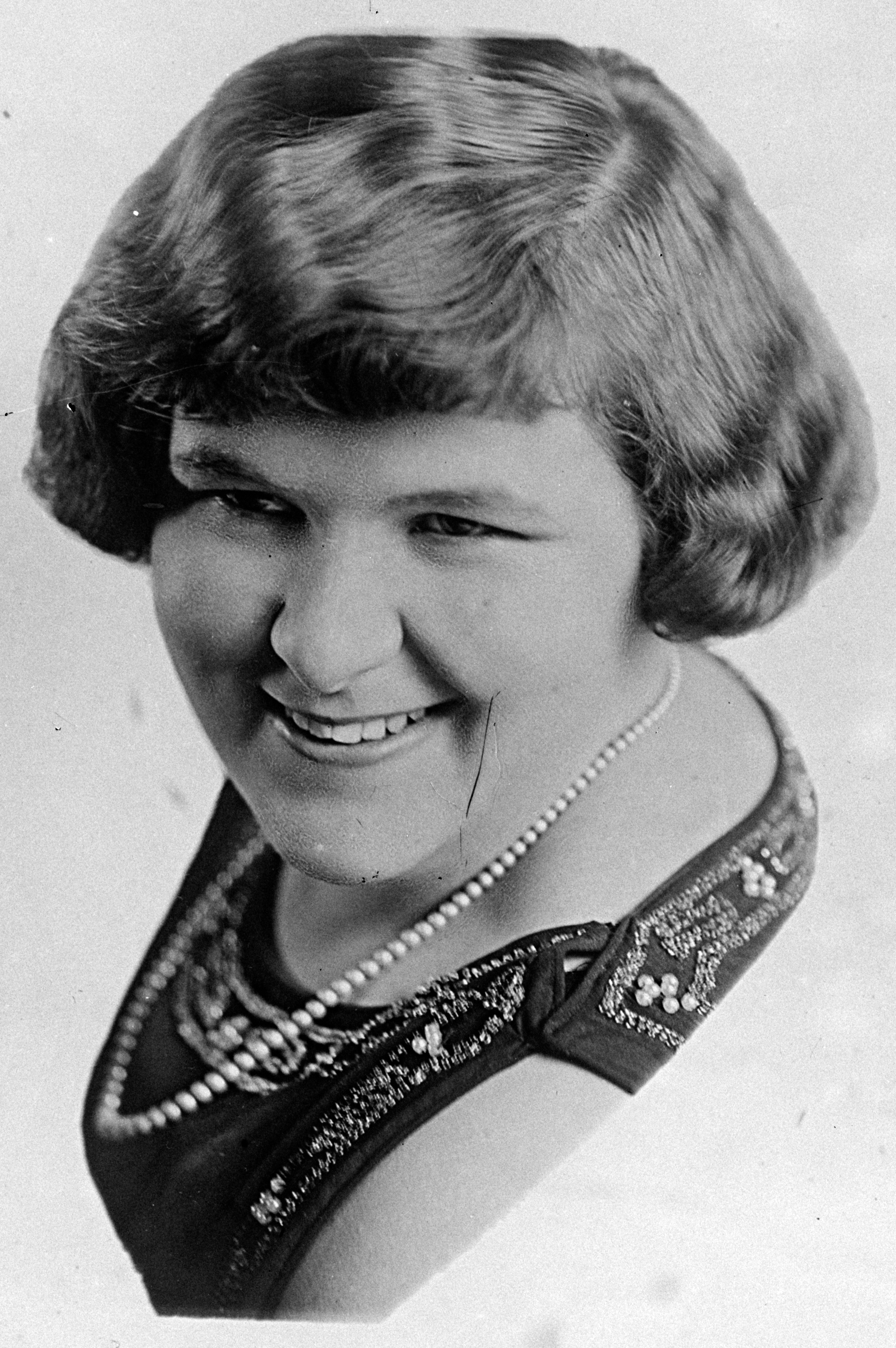
La saludable Kate Smith, elegida por Paley para La Palina Hour, estaba inofensiva a las vidas de mujeres estadounidenses.Como

Como la NBC era la división de radiodifusión del fabricante Radio Corporation of America (RCA), su jefe, David Sarnoff, manejaba sus decisiones en los negocios destinadas a la radiodifusión como si se tratase de una ferretería; los afiliados de la NBC tenían los equipos más recientes de RCA, y frecuentemente fueron las emisoras mejor establecidas, o estaban en frecuencias de "clear channel". Sin embargo, los afiliados de Sarnoff desconfiaban de él. Paley no tuvo tales lealtades divididas: su éxito, y el de sus afiliados, subía y bajaba con la calidad de programación en la CBS.
Paley tuvo un sentido innato de tono perfecto, que, como escrito por David Halberstam, era "un regalo desde los dioses, y totalmente puro, porque conocía lo que era bueno e iba a ser vendido, lo que era malo e iba a ser vendido, y lo que era bueno pero no iba a ser vendido, y nunca confundió uno con el otro." A medida que la década de 1930 se acercaba, Paley emprendió crear el establo de talentos de la CBS. La cadena se convirtió en el hogar de muchas estrellas populares de música y comedia, entre ellos Jack Benny (también denominado "Your Canada Dry Humorist"), Al Jolson, el dúo de George Burns y Gracie Allen, y Kate Smith, quien Paley personalmente seleccionó para su programa familiar La Palina Hour porque no estaba el tipo de mujer quien provocaría celos en mujeres estadounidenses. Cuando, en un viaje en medio del océano, Paley escuchó un disco fonográfico de un "crooner" joven, corrió a la sala de radio del barco y cablegrafió a Nueva York para firmar Bing Crosby inmediatamente a un contrato para un programa radiofónico diario.
Mientras la alineación de horario estelar de la CBS contó con programas de música, comedia, y variedad, el horario diurno fue un conducto directo en los hogares de estadounidenses—y en los corazones y mentes de mujeres estadounidenses; para muchos, fue la mayor parte de su contacto humano adulto durante el transcurso del día. Los vendedores de horarios de la CBS reconocieron desde el principio que esta conexión íntima podría ser un bonanza para anunciantes de productos que eran interesantes para las mujeres. Comenzando 1930, la astróloga Evangeline Adams consultaría los cielos por cuenta de oyentes quienes enviaron sus días de nacimiento, una descripción de sus problemas—y un box-top del patrocinador, Forhan's Toothpaste. El murmullo de bajo perfil de Tony Wons, respaldado por un violín tierno, "lo hizo un compañero del alma a millones de mujeres" por cuenta de la R.J. Reynolds Tobacco Company, cuyos cigarrillos Camel estaban "tan frescos como el rocío que el alba derrama en un campo de tréboles." La personalidad más popular en la radio en esa era fue M. Sayle Taylor, de The Voice of Experience, aunque su nombre nunca era pronunciado en el aire. Mujeres enviaron decenas de miles de descripciones de los problemas de relación más íntimos a The Voice cada semana; sus patrocinadores, Musterole Ointment y Haley's M–O Laxative, disfrutaron aumentas de ventas de varios cientos por ciento en solo el primer mes de The Voice of Experience.

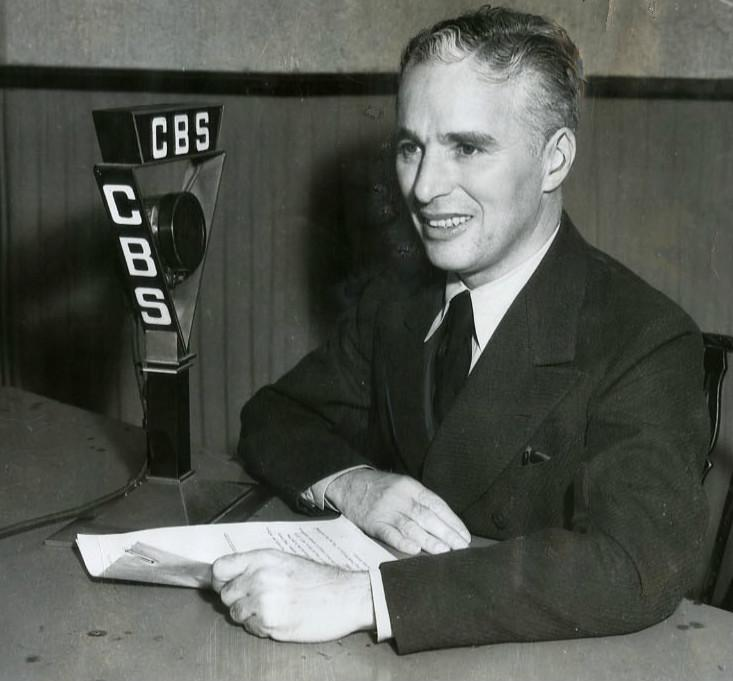
En las ondas de la CBS, Charlie Chaplin finalmente expuso al mundo su voz después de veinte años de pantomima.

A medida que la década progresó, se abrió paso a un género nuevo en lo referido a la alineación de programas diurnos: seriales dramáticos (denominados en inglés soap operas, un nombre que se deriva de los productos cuyos fabricantes lo patrocinaban, por medio de las agencias de publicidad que lo produjeron). Aunque la forma (usualmente eran episodios de un cuarto de hora) proliferó extensamente a mediados y a finales de los años 1930, todos tuvieron la misma premisa básica—los personajes "cayeron en dos categorías: 1) aquellos en problemas, y 2) los ayudantes de aquellos que tuvieron problemas. Los personajes de mano amiga fue usualmente más viejos." En la CBS, Just Plain Bill, que trajo percepción humana en los hogares, contó con el patrocinio de la marca de analgésicos Anacin; Your Family and Mine, que se centró en las vicisitudes en las vidas de una familia ordinaria, se hizo posible por cortesía de los productos de Sealtest Dairy; Bachelor's Children pregonó inicialmente Old Dutch Cleanser, y posteriormente Wonder Bread; y Aunt Jenny's Real Life Stories fue patrocionado por Spry Vegetable Shortening. Our Gal Sunday (también patrocinado por Anacin), The Romance of Helen Trent (patrocinado por la marca de productos cosméticos Angélus), Big Sister (patrocinado por la marca del jabón de lavado Rinso), y muchos otros programas se unieron a la alineación de programas diurnos.

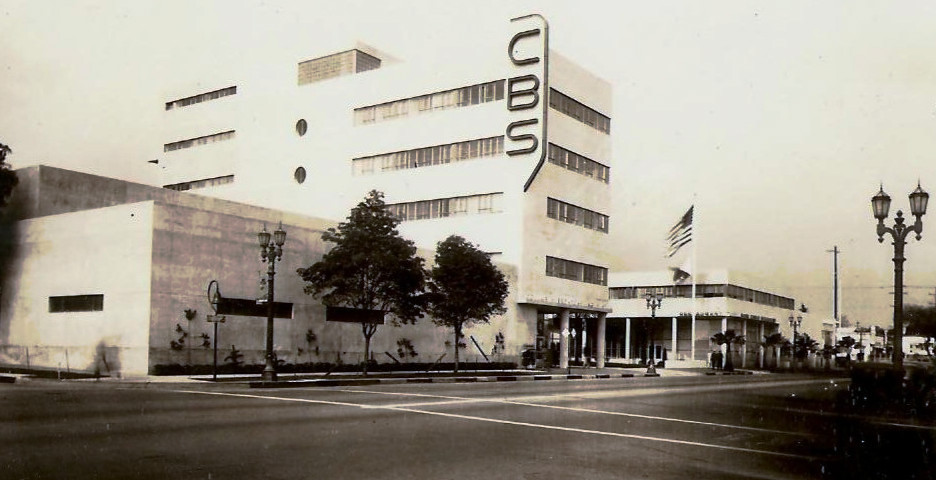
El sede de la CBS en la Costa Oeste.

Gracias a la programación en sus horarios diurnos y estelares, la CBS prosperó en los años 1930. En 1935, sus ventas brutas ascendieron a $19.300.000, produciendo un provecho de $2.270.000. En 1937, la cadena ganó un total de $28.700.000 y tuvo 114 afiliados, casi todos de los cuales aclararon la totalidad de la programación suministrada por la cadena, así manteniendo tanto sus calificaciones como sus ingresos en un nivel alto. En 1938, la CBS aún adquirió la American Record Corporation, la empresa matriz de su inversor anterior Columbia Records.
En 1938, tanto la NBC como la CBS abrieron estudios en Hollywood, California, el centro de la industria cinematográfica, para atraer los mejores talentos en ese distrito a sus cadenas respectivas. La NBC ubicó su estudio en Radio City en la intersección de Sunset Boulevard y Vine Street, mientras la CBS ubicó su estudios dos cuadras fuera de ese lugar, en Columbia Square.

#### CBS lanza su división independiente de noticias
El potencial extraordinario de noticias en la radio se mostró a sí mismo en 1930, cuando la CBS bruscamente se encontró con una conexión telefónica en vivo a un prisionero llamado "The Deacon", quien describió, desde el interior y en tiempo real, una revuelta y conflagración en Ohio State Penitentiary; para la CBS, fue "un golpe chocante para el periodismo". Sin embargo, tan tarde como 1934, no existía un noticiero regularmente previsto en la radio: "La mayoría de patrocinadores no querían programación de noticias en sus cadenas; los que lo hicieron se inclinaban a esperar derechos de veto sobre ella." También había existido hace mucho tiempo una cautela entre la radio y los periódicos; los periódicos habían acertadamente concluido que la industria advenediza de la radio competiría con ellos por dos motivos: dólares publicitarios y cobertura informativa. En 1933, se defendieron sí mismos, muchos ya no publicando horarios de radio para la conveniencia de sus lectores, o permitiéndoles a sus noticias ser leídas en el aire para el provecho de la radio. La radio, sucesivamente, empezó a experimentar un notable retraso cuando las tiendas departamentales urbanas, los anunciantes mayores de los periódicos, que a su vez fueron los propietarios de muchas emisoras de radio, amenazaron retener sus anuncios de la prensa. Una tregua efímera prevista en 1933 se concretó en que los periódicos propusieron que se prohibiera la ejecución de noticieros en la radio excepto en los intervalos de 09:00-10:00 y 21:00-22:00, y la emisión de cuentos informativos que tenían menos de doce horas.

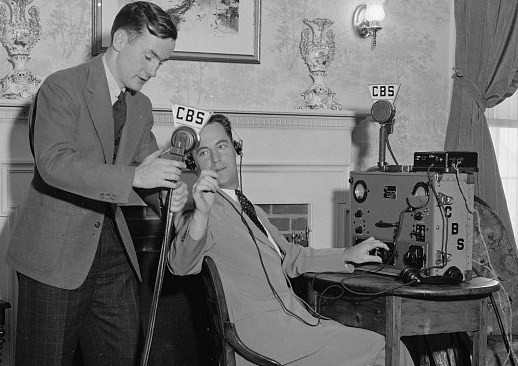
Los ingenieros de CBS News prepararan un remote: En 1937, el juez Hugo Black negó cualquiera conexión al Ku Klux Klan.

Fue en esta clima que Paley propuso "mejorar el prestigio de la cadena de radio CBS, para hacer que pareciera más avanzada, digna, y socialmente consciente en la mente del público". Lo hizo a través de programación nutritiva como rendimientos de la Orquesta Filarmónica de Nueva York, el drama reflexivo de Norman Corwin—y una división interna de noticias para recoger y presentar las noticias, libre de suministradores inconstantes como periódicos y servicios cablegráficos. En el otoño de 1934, CBS lanzó su propia división de noticias, formada en sus primeros años por el vicepresidente, Ed Klauber, y el director de noticias, Paul White. Porque no hubo un anteproyecto o prototipo para cobertura informativa en tiempo real, los esfuerzos tempranos de la división usaron la vinculación de onda corta que la CBS había estado usando por cinco años para llevar transmisiones en vivo de eventos europeos a las ondas de Estados Unidos.
En 1935, Edward R. Murrow fue contratado como Director de Negociaciones. Fue tutelado en la técnica del micrófono por Robert Trout, y rápidamente se enfrentó a una creciente rivalidad con su jefe, Paul White. Murrow se alegró "dejando la atmósfera invernadera de la oficina en Nueva York" cuando era despachado a Londres como el director Europeo de la CBS en 1937, cuando Adolf Hitler y su creciente amenaza subrayó la necesidad para una oficina robusta que cubriría noticias en Europa. Murrow, quien era descrito por Halberstam como "el hombre adecuado en el sitio adecuado en la era adecuada", comenzó a ensamblar el personal de periodistas—incluyendo William L. Shirer, Charles Collingwood, y Eric Sevareid—quienes serían conocidos como "Murrow's Boys". Éstos se basaron "en la propia imagen de Murrow", cubriendo historia en marcha y (a veces) haciendo historia por sí mismos: el 12 de marzo de 1938, Hitler valientemente se anexó Austria y una cobertura extensa fue rápidamente establecida, con Shirer en Londres, Edgar Ansel Mowrer en París, Pierre J. Huss en Berlín, Frank Gervasi en Roma, y Trout en Nueva York. Gracias a "Murrow and Boys", se concibió el formato de The CBS World News Round-Up, que está todavía ubicuo en la emisión de noticias.
Murrow galvanizó a sus oyentes estadounidenses con sus reportes nocturnos desde los tejados durante los días del "London Blitz": aún antes del ataque a Pearl Harbor, el conflicto se convirtió en "la historia de la supervivencia de la civilización occidental, la más heroica de todas historias posibles sobre cualquier guerra. De hecho, estaba reportando sobre la supervivencia de las gentes anglófonas." Con su "voz masculina y atormentada", Murrow contuvo y dominó el pánico y peligro que sintió, así comunicándolo todavía más eficiente a su audiencia. Usando su autorreferencia característica "Este reportero", no informó de las noticias tanto como lo interpretó, y combinó simplicidad de expresión con sutileza de matice. El mismo Murrow dijo, "Trato de describir eventos en términos que tienen sentido al camionero, sin insultar la inteligencia del profesor." Cuando regresó a casa para una visita a finales de 1941, Paley arrojó una "recepción extraordinariamente elaborada" para él en el hotel Waldorf-Astoria. Por supuesto, su objetivo era más que solo honrar la "estrella" más nueva de la CBS—fue un anuncio al mundo que Paley había finalmente transformado su cadena de una tubería mera para la emisión de programación creada por otros a una verdadera fuerza cultural.
Una vez que la guerra había terminado y Paley regresó para siempre, fue como "una superestrella con prestigio y libertad y respecto, desde su profesión y desde su compañía". Poseyó una capital enorme desde esa compañía, y a medida que las noticias televisivas cobraron mucha importancia, iba a pasar libremente, tanto en las noticias radiofónicas como en las noticias televisivas, confrontando el senador Joseph McCarthy y finalmente incluso William S. Paley, y con un enemigo tan formidable, aún la cuenta vasta de Murrow pronto secaría.

#### Pánico: Emisión radiofónica deThe War of the Worlds

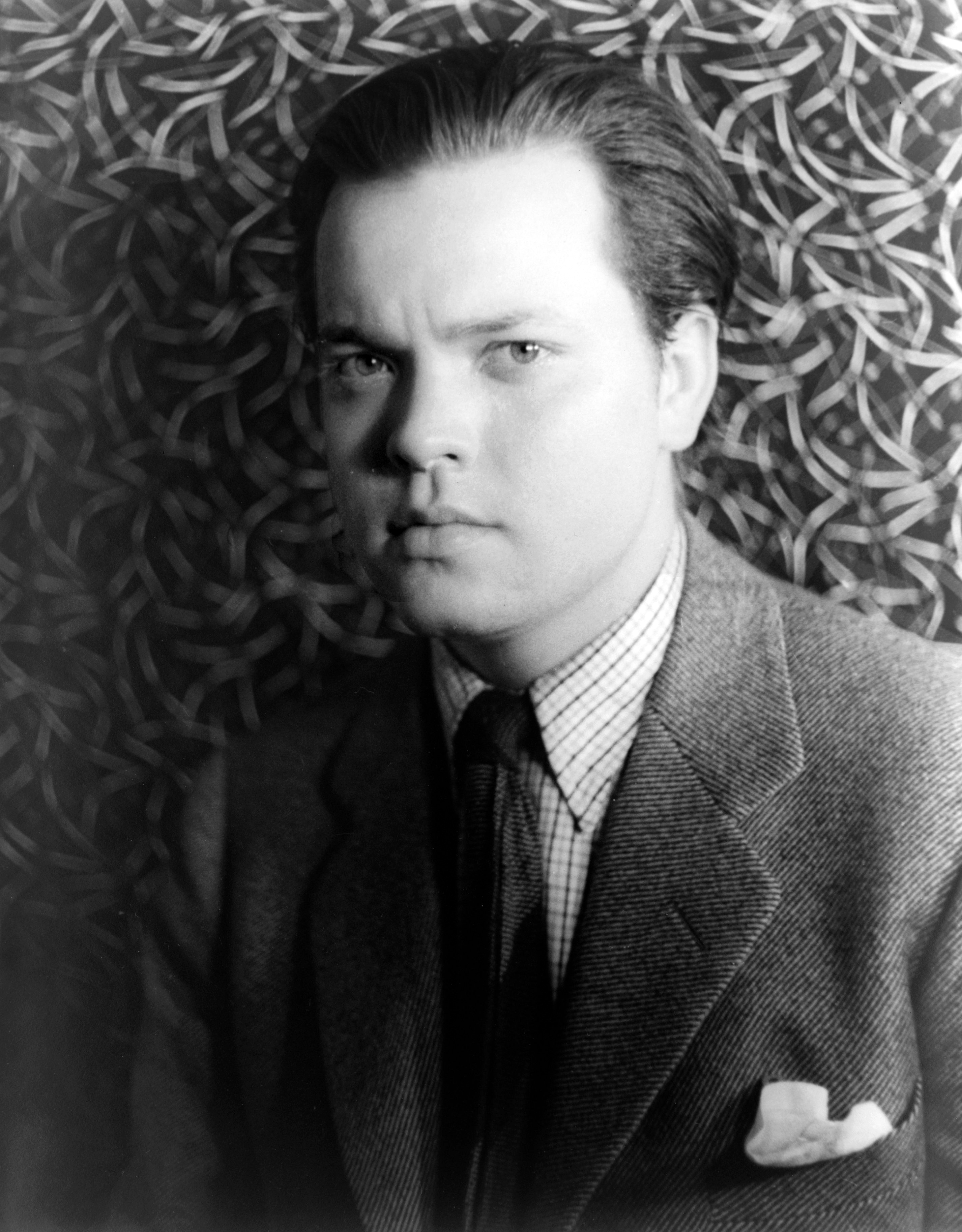
Orson Welles asustó el país con su emisión radiofónica de The War of the Worlds.

El 30 de octubre de 1938, la CBS se ganó una muestra de infamia cuando Orson Welles y The Mercury Theatre on the Air emitieron una adaptación radiofónica de la novela The War of the Worlds (La guerra de los mundos en español), escrita por H. G. Wells. Su formato exclusivo, una versión contemporánea de la historia en la forma de noticieros falsos, trajo un estado de pánico en las mentes de muchos oyentes de la CBS, haciéndoles creer que invasores del planeta Marte estaban devastando Grover's Mill en Nueva Jersey, a pesar de tres avisos durante la emisión que afirmaron que todo aquello era una obra de ficción. La avalancha de publicidad después de la emisión tuvo dos efectos: la FCC prohibiría que boletines informativos llevaran noticias falsas durante la programación dramática, y The Mercury Theatre on the Air vio un aumento en su patrocinio, convirtiéndose en The Campbell Playhouse, que vendió sopa. Welles, por su parte, resumió la emisión como "la versión radiofónica por parte de The Mercury Theatre de vestirse con una hoja y saltando de un arbusto y diciendo '¡Bú!'"

#### Llegada de Edmund A. Chester
Antes del comienzo de la Segunda Guerra Mundial, CBS reclutó a Edmund A. Chester, quien ejercía como Jefe de la Oficina para América Latina en Associated Press, para servir como el director de Relaciones latinoamericanas y el director de Emisiones de Onda Corta para la cadena de radio CBS (comenzando en 1940). En este rol, Chester coordinó el desarrollo de La Cadena de las Américas ("The Network of the Americas" en inglés) con el Departamento de Estado de los Estados Unidos, la Oficina del Coordinador de Asuntos Interamericanos (presidido por Nelson Rockefeller), y Voz de América. Esta cadena proporcionó noticieros vitales y programación cultural a lo largo de América del Sur y América Central durante la era crucial de la Segunda Guerra Mundial, y fomentó relaciones diplomáticas entre los Estados Unidos de América y las naciones menos desarrolladas en el continente. Contó con tales emisiones populares radiofónicas como Viva América, que exhibió talento musical importante a tanto América del Norte como América del Sur, acompañado por la CBS Pan-American Orquesta operó bajo la dirección musical de Alfredo Antonini (incluso: Juan Arvizu, Nestor Mesta Chayres y John Serry Sr.). La era posguerra también marcó el comienzo de la dominación por la CBS en el campo de la radio.

#### Años 1940: Cenit de la radio
A medida que 1939 tocó a su fin, Bill Paley anunció que 1940 sería "el año más grande en la historia de radio en los Estados Unidos". Fue correcto—diez veces más: la década de 1940 verdaderamente sería el apogeo de la radio por cada calibre. Casi la totalidad de los anunciantes de 1939 renovaron sus contratos para 1940; los fabricantes de tractores agrícolas hizo que los equipos de radio sean estándares en sus máquinas. El racionamiento de papel durante este tiempo de guerra limitó el tamaño de los periódicos—y por lo tanto, los anunciantes—y cuando los periódicos los rechazaron, emigraron a patrocinio radiofónico. En 1942, un acto del Congreso convirtió los gastos de publicidad en un beneficio tributario y eso causó que los fabricantes de automóviles y neumáticos—que no tenían productos para vender, porque se habían convertido en fabricantes de productos de guerra—corretearan para patrocinar orquestas sinfónicas y dramas serios en la radio. En 1940, solamente un tercio de los programas radiofónicos fueron patrocinados, mientras dos tercios fueron nutritivos; a mediados de la década, las estadísticas habían sido intercambiadas—ahora, dos de cada tres programas tuvieron patrocinadores que pagaron dinero, y solo un tercio fueron nutritivos.
En la década de 1940, la CBS fue vastamente diferente de sus primeros días; muchos de los veteranos viejos protectores habían fallecido, retirado, o pasado. Ningunos de estos cambios estaban más grande que el mismo Paley: se había convertido en un empleador difícil, quien "había gradualmente cambiado de un líder a un déspota". Pasó mucho de su tiempo en búsqueda de conexiones sociales y en prácticas culturales; su "esperanza fue que la CBS podría aprender, de alguna manera, cómo funcionar por sí misma". Su expediente a un decorador de interiores remodelando su adosado incluyó un requisito para clósets que acomodarían 300 trajes y 100 camisas, y tuvieron bastidores especiales para un centenar de corbatas.

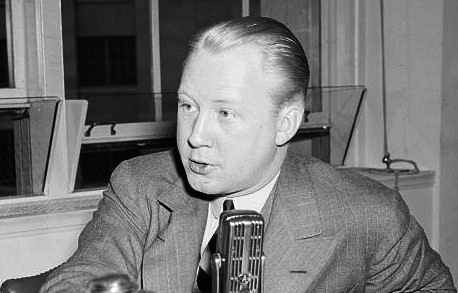
El Dr. Frank Stanton, en segundo lugar solamente a Paley en su impacto en la CBS, sirvió como presidente desde 1946 hasta 1971.

A medida que crecía más y más el poderío de Paley, este instaló una serie de ejecutivos amortiguadores quienes secuencialmente asumieron más y más poder en la CBS: inicialmente Ed Klauber, luego Paul Kesten, y finalmente Frank Stanton. En segundo lugar solamente a Paley como el autor del estilo y ambiciones de la CBS en su primer medio siglo, Stanton era "un mandarín magnífico quien funcionó como el superintendente, portavoz, e imaginero de la compañía". Había venido a la cadena en 1933 después de enviar copias de su tesis doctoral Una crítica de los métodos del presente y un plan nuevo para estudiar el comportamiento de los oyentes de la radio a los altos mandos de la CBS, y respondieron con un trabajo. Anotó un golpe temprano con su estudio Memoria para copias publicitarios presentados visualmente en comparición con las orales, que los vendedores de la CBS usaron a gran efecto mientras trayendo patrocinadores nuevos. En 1946 Paley nombró a Stanton como el presidente de la CBS, y se promovió a sí mismo a la posición de Director Ejecutivo.
A pesar de la afluencia de los anunciantes y su dinero, o quizá debido a ellos, la década de 1940 fue dura para las cadenas de radio. El mayor desafío vino en la forma de una investigación de radiodifusión por cadena realizada por la FCC. Aunque esto en realidad ya había comenzado en 1938, solo recogó vapor en 1940 bajo su nuevo director ejecutivo, James Lawrence Fly. En 1943, cuando el humo se había despejado, la NBC se estaba despojando de su Blue Network, que se había convertido en la ABC. La CBS también fue afectada, aunque no tan severamente: el contrato brillante firmado en 1928 por Paley para sus afiliados, que le había dado a la CBS la primera reclamación en las ondas de emisoras locales durante el tiempo patrocinado—la opción de cadena—fue objeto de ataques como restrictiva a la programación local. El compromiso final permitió la opción de cadena para tres de cada cuatro horas durante franjas horarias determinadas, pero las regulaciones nuevas virtualmente no tuvieron un efecto práctico, porque casi todas las emisoras aceptaron las regulaciones de la cadena, especialmente las horas patrocinadas que les ganaron dinero. A la CBS también le fue obligada por la panela de Fly vender su oficina para representación de artistas a la Music Corporation of America, y como tal, se convirtió en la Management Corporation of America.

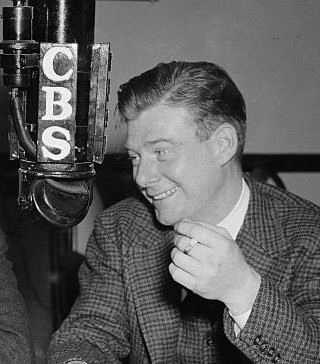
Arthur Godfrey habló directamente a los oyentes individualmente, haciéndole un feriante principal en la era de la televisión.

En el aire, la guerra tuvo un impacto en casi todos de los programas. Los programas de variedad tejieron el patriotismo a lo largo de sus segmentos de comedía y música; las seriales dramáticas tuvieron historias en las que personajes ingresaron en el servicio para participar en la guerra. Incluso antes de que las hostilidades comenzaron en Europa, una de las canciones más interpretadas en la radio fue "God Bless America", escrito por Irving Berlin y popularizada en la CBS por Kate Smith. Aunque una Oficina de Censuras se estableció desde los días del ataque a Pearl Harbor, la censura sería totalmente voluntaria. Pocos programas presentaron guiones para revisar; la mayoría no lo hizo. Las normas que la Oficina expidió prohibieron informes meteorológicos, incluyendo anuncios de lluvia durante los juegos deportivos, noticias sobre movimientos de tropas, barcos, o aviones, y entrevistas en vivo con hombres en la calle. El interdicto de improvisación le causó a los cuestionarios, los concursos, y las horas de amateur marchitarse por la duración.
Sorprendente fue "la permanencia de granito" de los programas en la parte superior de las calificaciones. Las personalidades de vodevil y música fueron las mismas quien habían estado populares en los años 1930: Benny, Crosby, Burns y Allen, y Edgar Bergen habían desempeñado en la radio durante toda la existencia de la radio. Una excepción notable a esto fue el relativamente nuevo Arthur Godfrey quien, tan tarde como 1942, estaba todavía presentando un programa matinal en Washington D. C. Godfrey, quien había sido un vendedor de cementerios y un taxista, fue pionero en el estilo de hablar directamente con el oyente como un individual. Combinados, sus programas contribuyeron un 12% de todos los ingresos de la CBS.
En 1947, Paley, todavía el "cazatalentos principal" de la CBS, llevó una redada de talento muy publicitada de la NBC. Un día, mientras Freeman Gosden y Charles Correll fueron trabajando duro escribiendo el programa venerable Amos and Andy para la NBC, Paley apareció con una oferta asombrosa: "Todo lo que está ganando ahora, yo te daré el doble." Capturando el programa principal de la NBC fue un golpe suficiente, pero Paley repitió en 1948 con tales empleados veteranos de la NBC como Edgar Bergen y Charlie McCarthy y Red Skelton, así como los desertores anteriores de la CBS Jack Benny (el mejor comediante en la radio) y Burns y Allen. Paley logró esta derrota con un acuerdo legal con una reminiscencia de su contrato de 1928 que le causó unos emisoras afiliadas a la NBC abandonarla y unir con la CBS: La CBS compraría los nombres de las estrellas como una propiedad, a cambio de una suma global grande y un salario. El plan invocó las tasas de impuestos vastamente diferentes entre los ingresos y las ganancias sobre el capital, así que la CBS le dio a las estrellas más del doble de sus ingresos, y también impediría cualquier contraataque por la NBC sobre los nombres de los actores. Como un resultado de esta salida, después de veinte años, la CBS finalmente derrotó la NBC en las calificaciones.
Para no meramente fue para quedar por encima su rival Sarnoff que Paley dirigió su incursión de talento; él, y toda de la radio, tenía sus ojos puestos en la fuerza proveniente que arrojó una sombra sobre la radio a lo largo de los años 1940—la televisión.

#### Años 1950: La radio deja paso a la televisión
En la primavera de 1940, un ingeniero en el personal de la CBS, Peter Goldmark, diseñó un sistema para televisión en color que la administración de la CBS esperó ayudaría a la cadena en su competición con la NBC y su sistema existente en blanco y negro. El sistema de la CBS "dio colores brillantes y estables", mientras el sistema de la NBC fue "crudo e inestable, pero 'compatible'". Últimamente, la FCC rechazó el sistema de la CBS porque fue incompatible con el de RCA; como un resultado, la CBS se dejó atrás en la edad temprana de la televisión. En 1946, solo 6000 aparatos de televisión estaban en operación, todos en el Área Metropolitana de Nueva York; en 1949, el número fue 3.000.000, y en 1951, fue 12.000.000. Sesenta y cuatro ciudades estadounidenses tuvieron estaciones de televisión, aunque la mayoría de ellas tuvieron solamente una.
La radio continuó siendo el espinazo de la compañía, por lo menos a principios de la década de 1950, pero fue un "período extraño, comparable con el crepúsculo". Fred Allen, una estrella venerable de la NBC, vio una disminución en sus índices de audiencia cuando se enfrentó contra el concurso advenedizo de la ABC Stop the Music!; en cuestión de semanas, fue rechazado por su viejo patrocinador, la Ford Motor Company, y secamente retirado de la escena. Bob Hope, en otrora una personalidad enérgica de la radio, ahora veía una dismunición en sus índices también, de 23.8 en 1949 a 5.4 en 1953. En 1952, "la muerte parecía inminente para la radio" en su forma familiar; más revelador, los patrocinadores mayores estaban ansiosos para el cambio.
Gradualmente, a medida que la cadena de televisión fue tomando forma, las estrellas de la radio comenzaron emigrar al nuevo medio. Muchos programas se emitieron en ambos medios mientras que la transición se convertía ya en un inminente hecho. La serial radiofónica The Guiding Light se trasladó a la televisión en 1952 y se emitió en ese medio cincuenta y siete años más; Burns y Allen, Lucille Ball, y Our Miss Brooks también hicieron la transición en ese mismo período (aunque la última continuó simultáneamente en la radio por la totalidad de su vida en la televisión). Uno de los programas con las calificaciones más altas, The Jack Benny Program, terminó sus emisiones en la radio en 1955, y Edgar Bergen se retiró de ese medio en 1957. Cuando la CBS anunció en 1956 que sus operaciones en la radio habían perdido dinero, mientras la cadena de televisión había ganado dinero, estaba claro dónde el futuro de la compañía se encontraba. Cuando la serial Ma Perkins salió del aire el 25 de noviembre de 1960, solamente ocho series relativamente menores permanecieron. Las emisiones de horario estelar en la radio terminaron el 30 de septiembre de 1962, cuando Yours Truly, Johnny Dollar y Suspense se emitieron por última vez.

#### Programación radiofónica de la CBS después de 1972
El retiro de Arthur Godfrey en abril de 1972 marcó el fin del programa de formato largo en la radio; la programación radial después de eso consistió en sumarios de noticias presentadas cada hora, conocidos colectivamente en los años 1970 como Dimension; y comentarios, incluyendo la serie Spectrum que evolucionó en el segmento "Point/Counterpoint" en el programa 60 Minutes emitido por la cadena en domingos por la tarde, y también en First Line Report, un programa de noticias y análisis entregado por los corresponsales de la CBS. La cadena también continuó ofreciendo programación tradicional en la radio a través de su programa nocturno CBS Radio Mystery Theater, que era el único reducto de la programación radiofónica desde 1974 hasta 1982. La CBS Radio Network continúa al presente, ofreciendo informativos cada hora, incluyendo su programa central, CBS World News Roundup en la mañana y en la tarde; su programa hermano en los fines de semanas, CBS News Weekend Roundup; The Osgood File, un segmento relacionado con las noticias, presentado por Charles Osgood; What's in the News, un sumario de una historia en un minuto; y tales otros segmentos como comentario de la personalidad de radio Dave Ross y segmentos de propina de varios otros fuentes. CBS Radio es la última de las cuarto cadenas de radio más largas en ser todavía poseída y operada por su compañía fundadora; ABC Radio fue vendida a Citadel Broadcasting en 2007, mientras Mutual (ya desaparecida) y NBC Radio fueron adquiridos por Westwood One en los años 1980 (Westwood One y la CBS fueron bajo propiedad común desde 1993 hasta 2007).

### Expansión y crecimiento como una cadena de televisión
Las primeras emisiones televisivas de la CBS fueron experimentales, a menudo duraban solo una hora por día, y alcanzaban solo un área limitada en los alrededores de Nueva York (a través de su estación W2XAB, canal 2, que posteriormente se renombró como WCBW y ahora es llamada WCBS-TV). Para ponerse al día con su rival RCA, la CBS compró Hytron Laboratories en 1939, e inmediatamente introdujo el departamento de platós y difusión de programas televisivos. Aunque existieron muchas patentes y sistemas compitiendo, RCA dictó el contenido de los estándares técnicos de la Comisión Federal de Comunicaciones (Federal Communications Commission o FCC en inglés), y tomó el centro de atención de la CBS, la DuMont Television Network, y otros introduciendo la televisión al mundo en la Exposición General de segunda categoría de Nueva York de 1939. La FCC comenzó licenciar estaciones de televisión comercial el 1 de julio de 1941; la primera licencia fue dada a la estación de RCA WNBT (ahora conocida como WNBC); la segunda licencia, expedida ese mismo día, fue para WCBW (ahora WCBS-TV). CBS-Hytron ofreció un sistema práctico de color en 1941, pero no fue compatible con los estándares de negro y blanco establecidos por RCA. Con el tiempo, y después de interpolación considerable, la FCC rechazó la tecnología de la CBS en favor de la de RCA.
Durante los años de la Segunda Guerra Mundial, la difusión comercial en la televisión fue reducida dramáticamente. Hacia el fin de la guerra, la televisión comercial reanudó sus transmisiones, con un nivel aumentado de programación evidente en el período entre 1945 y 1947 en las tres estaciones de televisión en Nueva York que operaron en esos años (las estaciones locales de NBC, CBS, y DuMont). Sin embargo, a medida que RCA y DuMont compitieron para establecer cadenas y ofrecer programación mejorada, la CBS rezagó, abogando un cambio de toda la industria, y provocando un reinicio a UHF para su sistema de color, que era incompatible con transmisiones de blanco y negro. Solo en 1950, cuando la NBC dominaba la televisión y las transmisiones en blanco y negro eran extensas, CBS comenzó a comprar o construir sus propias estaciones (fuera de Nueva York), en Los Ángeles, Chicago, y otras ciudades mayores. Hasta este momento, la programación de la CBS se vio en tales estaciones como KTTV en Los Ángeles, en la cual la CBS—para garantizar remoción de programación en Los Ángeles—adquirió un interés de un 50%, en colaboración con el periódico The Los Angeles Times. CBS luego vendió su interés en KTTV (que hoy es la estación principal de la cadena Fox) y en 1950, compró totalmente la estación pionera en Los Ángeles, KTSL (Canal 2), renombrándola como KNXT (un nombre que se derivió de la propiedad radial existente de la CBS, KNX), que finalmente se convirtió en KCBS-TV. La "incursión de talento" que la CBS condujo en la NBC a mediados de los años 1940 había traído estrellas establecidas de la radio; ellas también se convirtieron en estrellas de televisión en la CBS. Una estrella renuente de la CBS negó llevar su programa de radio, My Favorite Husband, a la televisión a menos que la cadena re-fundara el programa con su marido en la vida real. Paley y el presidente Frank Stanton tuvieron tan poca fe en el futuro de la serie protagonizada por esa estrella, Lucille Ball, que le concedieron su deseo, renombrando el programa como I Love Lucy y permitiéndole al marido, Desi Arnaz, tomar el control financiero de la producción. Esto fue la creación del imperio Desilu Productions, dirigido por Ball y Arnaz, y se convirtió en la plantilla para producción de series de televisión hasta nuestros días.
A finales de los años 1940, la CBS ofreció la primera cobertura televisiva en directo del proceso de la Asamblea General de las Naciones Unidas (en 1949). Esta proeza periodística estaba bajo la dirección de Edmund A. Chester, quien fue designado para el puesto de "Director para Noticias, Eventos Especiales, y Deportes" en CBS Televisión en 1948.
A medida que la televisión vino al primer plano de entretenimiento e información en Estados Unidos, la CBS dominó la televisión, como anteriormente había hecho esto a la radio.[cita requerida] En 1953, la cadena de televisión CBS haría su primera ganancia, y mantendría dominación en la televisión en el período entre 1955 y 1976 también. A finales de los años 1950, la cadena frecuentemente controló siete o ocho de los espacios en la lista de las 10 mayores calificaciones, con tales programas bien respectados como Route 66. Este éxito continuaría por muchos años, con la CBS sacada del primer puesto solamente por la subida de la ABC a mediados de los años 1970. Quizás debido a su estado como la cadena de calificaciones mayores, a finales de los años 1960 y a principios de los años 1970 la CBS se sintió más libre en arriesgarse con tales propiedades controversiales como The Smothers Brothers Comedy Hour y All in the Family y sus numerosos spin-offs durante este período.

En la temporada televisiva de 1965-1966, la CBS mostró esta versión de su logotipo popular, el "Eyemark", antes de programas presentados en color.

Uno de los programas más populares de la CBS en ese tiempo fue M*A*S*H, una comedia dramática basada en la exitosa película de Robert Altman. Se emitió desde 1972 hasta 1983, y se basó, como la película del mismo nombre, durante la Guerra de Corea, en un Hospital Quirúgico Móvil del Ejército. El episodio final se emitió el 28 de febrero de 1983 y duró 2½ horas. Fue visto por casi 70 millones de estadounidenses (77 % de la audiencia total) y fue establecido como el episodio más visto en la historia de la televisión estadounidense.

#### Emisiones tempranas en color (1953-1967)
Aunque CBS-TV fue la primera cadena con un sistema televisivo a todo color en funcionamiento, salió perdiendo por RCA en 1953, debido en parte al hecho que el sistema de color de la CBS era incompatible con los televisores existentes en blanco y negro. Aunque RCA, entonces la empresa matriz de la NBC, hizo accesible su sistema de color a la CBS, la cadena rechazó impulsar los provechos de RCA, y por el resto de la década, sus emisiones en color fueron limitadas a pocos programas especiales, incluyendo Ford Star Jubilee, que introdujo a la televisión el éxito de MGM El mago de Oz; una adaptación musical de Cenicienta por Richard Rodgers y Oscar Hammerstein II; y la adaptación musical de Aladino por Cole Porter; y una producción de El cascanueces organizada en 1958 con la coreografía de George Balanchine.
Red Skelton fue el primer presentador en televisar su programas semanales en color, usando un estudio de cine convertido, a principios de los años 1960. A partir de 1963, por lo menos una de los programas de la CBS, The Lucy Show, se comenzó a filmar en color a la insistencia de su estrella y productora, Lucille Ball, quien afirmaba que los episodios producidos en color comandarían más dinero cuando fueran finalmente vendidos en la sindicación; sin embargo, aún ese programa fue emitido en blanco y negro hasta el fin de la temporada 1964-1965. Todo esto cambiaría a mediados de los años 1960, cuando la presión del mercado le obligó a la CBS añadir programas en color al horario regular para la temporada 1965-1966 y completar la transición durante la temporada 1966-1967. En el otoño de 1967, casi todos de los programas de la CBS fueron en color, al igual que los de la NBC y la ABC. Una excepción notable fue Twentieth Century, que consistió principalmente de imágenes de archivo, aunque incluso ese programa usó por lo menos unas imágenes en color a finales de los años 1960.

#### 1971-1986: La "Rural Purge" y éxito en los años 1970
A finales de los años 1960, la CBS estaba emitiendo virtualmente todo de su horario en color, pero muchos de sus programas (incluyendo The Beverly Hillbillies, Mayberry R.F.D., Petticoat Junction, Hee Haw, y Green Acres) fueron más atractivos a televidentes viejos y rurales que a audiencias jóvenes, urbanas, y afluentes. Fred Silverman (quien posteriormente encabezaría la ABC, y luego la NBC) tomó entonces la decisión de cancelar la mayoría de esos programas a mediados de 1971 en lo que coloquialmente se conoció como la "Rural Purge", con la estrella de Green Acres, Pat Buttram, remarcando que la cadena canceló "cualquier programa que contuviese un árbol".
Mientras los programas "rurales" fueron cancelados, éxitos nuevos, incluyendo The Mary Tyler Moore Show, All in the Family, M*A*S*H*, The Bob Newhart Show, Cannon, Barnaby Jones, Kojak, y The Sonny & Cher Comedy Hour los reemplazaron y mantuvo la CBS en el parte superior de las calificaciones hasta mediados de los años 1970. La mayoría de estos éxitos fueron supervisados por el vicepresidente de la CBS en la Costa Oeste, Alan Wagner. Adicionalmente, en 1976 60 Minutes se trasladó a las 19:00, Tiempo del Este, en los domingos, y se convirtió en un éxito inesperado.[cita requerida]
Mientras trabajaba para la CBS, Silverman también inicialmente desarrolló su estrategia para crear spin-offs de éxitos establecidos, como The Mary Tyler Moore Show, All in the Family, y Maude, entre otros programas.
Después de la salida de Silverman, la CBS quedó detrás de la ABC en la temporada 1976-1977, pero todavía tuvo calificaciones fuertes, basadas en sus éxitos anteriores y en tales programas nuevos como One Day at a Time, Alice, WKRP in Cincinnati, Los Dukes de Hazzard, y Dallas.
En 1982, la ABC se vio fuertemente derrotada, la NBC se encontraba en una situación desesperada con muchos esfuerzos fracasados de programación aprobados por Silverman durante su tenencia con esa cadena, y la CBS una vez más superó a ambas cadenas, por medio de Dallas (y su spin-off Knots Landing), Falcon Crest, Magnum P.I., Simon & Simon, y 60 Minutes. También existieron nuevos éxitos – Kate & Allie, Newhart, Cagney & Lacey, Scarecrow and Mrs. King, Murder, She Wrote – pero el resurgimiento era efímero. CBS estaba endeudada como resultado del esfuerzo fracasado de Ted Turner en tomar el control de la CBS. La batalla fue encabezada por el director ejecutivo de la CBS, Thomas Wyman. CBS vendió su estación KMOX-TV en San Luis, y permitió la compra de una porción larga de sus cuotas (menos de un 25 por ciento) por Lawrence Tisch, el presidente de Loew's Inc. Consecuentemente, una colaboración entre Paley y Tisch condujo al despido lento de Wyman, Tisch se convirtió en el director operativo, y Paley regresó como director ejecutivo.

#### 1986-2002: Angustia de la Tiffany Network
En 1984, The Cosby Show y Miami Vice debutaron en la NBC y obtuvieron calificaciones altas inmediatamente, devolviendo la cadena a la primera puesta en la temporada 1985-1986 junto con tales otros éxitos como Family Ties, The Golden Girls, L. A. Law, ALF y 227. A su vez, la ABC también estaba recuperada con éxitos como Dinasty, Who's the Boss?, Hotel, y Growing Pains. En la temporada 1988-1989, la CBS había caído al tercer puesto, detrás de ABC y NBC, y tuvo que reconstruirse sobre una base mayor.
Irónicamente, algunas de las bases se habían establecido a medida que la cadena cayó en las calificaciones, con los éxitos del resurgimiento más reciente, incluyendo Simon & Simon, Falcon Crest, Murder, She Wrote, Kate & Allie, y Newhart, todavía permaneciendo en el horario, y con los debuts recientes de éxitos futuros, incluyendo Designing Women, Murphy Brown, Jake and the Fatman, y 48 Hours. Además, la CBS todavía estaba recibiendo calificaciones decentes por parte de 60 Minutes, Dallas, y Knots Landing. Sin embargo, las calificaciones para Dallas en este tiempo estuvieron muy lejos de las calificaciones que el programa a principios de los años 1980. Durante principios de los años 1990, la cadena reforzaría su alineación deportiva añadiendo transmisiones de las Grandes Ligas de Béisbol y los Juegos Olímpicos de Invierno.
Con el tiempo, la cadena fue capaz de obtener calificaciones fuertes a partir de programas nuevos como Diagnosis Murder, Touched by an Angel, Dr. Quinn, Medicine Woman, Walker, Texas Ranger, y Jake and the Fatman durante este período, y la CBS fue capaz de reclamar la corona de la primera puesta brevemente, en la temporada 1992-1993, aunque sus demográficos sesgaron como mayores de la ABC, la NBC, o incluso la incipiente Fox Broadcasting Company. En 1993, la cadena hizo una ruptura en establecer Late Show, una franquicia exitosa de talk shows, para competir con The Tonight Show en la NBC cuando firmó David Letterman fuera de la NBC después de que el presentador fue rechazado como el sucesor de Johnny Carson en Tonight, en favor de Jay Leno. Sin embargo, la CBS pronto sufriría un gran golpe en una movida que cambiaría la televisión estadounidense para siempre.
En 1993, la cadena Fox sobrepujó la CBS para los derechos de transmisión a la National Football League, resultando en varias estaciones cambiando sus afiliaciones y uniendo con Fox. La pérdida de la NFL, junto con un esfuerzo malogrado para cortejar espectadores más jóvenes, condujo a una caída en las calificaciones de la CBS. La cadena también retiró su cobertura de las Grandes Ligas de Béisbol (después de perder aproximadamente 500 millones de dólares estadounidenses durante un lapso de cuatro años) en 1993 y la NBC, que ya estaba emitiendo los Juegos Olímpicos de Verano, asumió el cargo de los Juegos Olímpicos de Invierno, comenzando con los Juegos Olímpicos de Salt Lake City 2002.
Todavía, la CBS fue capaz de producir unos éxitos, tales como Cosby, The Nanny y Everybody Loves Raymond, y recobraría la NFL (tomando el cargo del paquete de la Conferencia Americana de la NBC) en 1998.

#### 2002-presente: Retorno a la primera posición, rivalidad con Fox
Otro momento crucial para la CBS vino en el verano de 2000 cuando debutaron los programas de telerrealidad Survivor y Big Brother, ambos éxitos sorpresas para la cadena. En enero de 2001, la CBS estrenó la segunda temporada del programa después de su transmisión del Super Bowl y lo programó para los noches de jueves a las 20:00 (Tiempo del Este), y trasladó el drama de procedimiento policial CSI (que había debutado ese otoño en los noches de viernes) a los noches de jueves a las 21:00 (Tiempo del Este), y fue capaz de derrumbar y finalmente derrotar la alineación de los noches de jueves de la NBC, y atraer espectadores más jóvenes a la cadena.
La CBS ha tenido éxitos adicionales con los dramas de procedimiento policial Cold Case, Without a Trace, Criminal Minds, NCIS, y The Mentalist, junto con las comedias de situación Everybody Loves Raymond, The King of Queens, Mike & Molly, Two and a Half Men, How I Met Your Mother, The Big Bang Theory, The New Adventures of Old Christine, y 2 Broke Girls.
Durante la temporada 2007-2008, Fox tuvo las más altas calificaciones Nielsen de cualquiera cadena de televisión, principalmente debido a su dependencia en American Idol. Sin embargo, la CBS ha acabada como la cadena más valorada cada temporada desde entonces. Las dos cadenas tienden a ser casi igual uno al otro en los demográficos de 18–34, 18–49, y 25–54, aunque Fox típicamente gana estos por el margen más estrecho.

## Conglomerado
Durante los años 1960, la CBS comenzó un esfuerzo para diversificarse, y buscó inversiones adecuadas. En 1965, adquirió el fabricante de guitarras eléctricas Fender de Leo Fender, quien acordó vender su compañía debido a problemas con su salud. La compra también incluyó el piano Rhodes, que ya se había adquirido por Fender. Esta y otras adquisiciones condujeron a una reestructuración de la corporación en varios grupos operativos y divisiones; la calidad de los productos fabricados por estas compañías adquiridas fue extremadamente más inferior; por lo tanto, el término "pre-CBS" refirió a productos de calidad mayor, y el término "CBS" refirió a productos de calidad más baja.
En otros intentos para diversificación, la CBS compraría (y posteriormente vendería) equipos deportivos (especialmente el club de béisbol de los New York Yankees), editoriales de libros y revistas (incluyendo Fawcett Publications y Holt, Rinehart & Winston), empresas de cartografía, fabricantes de juguetes (Gabriel Toys, Child Guidance, Wonder Products), y otras propiedades.
A medida que William Paley envejeció, trató de encontrar la única persona quien podría seguir en sus pasos. Sin embargo, numerosos sucesores de honor vinieron y se fueron. A mediados de los años 1980, el inversor Laurence Tisch había comenzado adquirir explotaciones sustanciales en la CBS. Finalmente ganó la confidencia de Paley, y con su apoyo, asumió el control de la CBS en 1986.
El solo interés de Tisch fue convertir los provechos de la CBS. Mientras la CBS vaciló, unidades de bajo desempeño fueron cerradas. Entre las primeras propiedades en ser cerradas fue el grupo Columbia Records, que había sido parte de la compañía desde 1938. En 1986, Tisch también encerró CBS Laboratories en Stamford, que había comenzado en la Ciudad de Nueva York en los años 1930.

### Columbia Records
Columbia Records fue un sello discográfico que había sido propiedad de la CBS desde 1938. En 1962, la CBS lanzó CBS Records para mercadear grabaciones de Columbia fuera de América del Norte, donde el nombre de Columbia fue controlado por otros. En 1966, CBS Records fue convertido en una subsidiaria separada de Columbia Broadcasting System, Inc. CBS vendió el CBS Records Group al conglomerado japonés Sony en 1988, iniciando una juerga de compras por japoneses de compañías estadounidenses (Music Corporation of America, Pebble Beach Company, el Rockefeller Center, el Edificio Empire State, et al.) que continuó en los años 1990. La compañía de sellos discográficos fue re-bautizada como Sony Music Entertainment en 1991, porque Sony tuvo una licencia de corto plazo en el nombre de la CBS.
Sony compró de EMI sus derechos al nombre de Columbia Records fuera de Estados Unidos, Canadá, España, y Japón. Sony ahora usa Columbia Records como un nombre de sello en todos países excepto por Japón, donde Sony Records mantiene su sello principal. Sony adquirió los derechos en España cuando Sony Music fusionó con BMG, un subsidiaria de Bertelsmann, en 2004, con la nueva marca de Sony BMG, copropiedad de Sony y Bertelsmann. Sony compró la cuota de BMG en 2008.
CBS Corporation revivió CBS Records en 2006.

### Publicación
La CBS entró en el negocio de publicación en 1967 adquiriendo Holt, Rinehart & Winston, que publicó libros de comercio, libros de texto, y la revista Field & Stream. El próximo año, la CBS añadió el editorial médico Saunders a Holt, Rinehart & Winston. En 1971, la CBS adquirió Bond/Parkhurst, el publicador de Road & Track y Cycle World.
La CBS enormemente expandió su negocio de revistas comprando Fawcett Publications en 1974, trayendo tales revistas como Woman's Day. Adquirió la mayoría de las publicaciones de Ziff Davis en 1984.
La CBS vendió su negocio de publicación de libros en 1985. La división para publicación educacional, que retuvo el nombre Holt, Rinehart & Winston, fue vendida a Harcourt Brace Jovanovich; la división para libros de comercio, renombrada Henry Holt and Company, fue vendida al Grupo Editorial Holtzbrinck, un editorial en Alemania Occidental.
La CBS salió de la empresa de revistas vendiendo la unidad a su ejecutivo, Peter Diamandis. Diamandis vendió las revistas a Hachette Filipacchi Médias en 1988, formando Hachette Filipacchi Media U.S.

### DivisiónCBS Musical Instruments
Formando la división CBS Musical Instruments, la compañía también adquirió el fabricante de pianos Steinway & Sons, el fabricante de flautas Gemeinhardt, el fabricante de arpas Lyon & Healy, el fabricante de órganos institucionales Rogers Instruments, el fabricante de órganos domésticos Gulbransen, y otras empresas.
Entre 1965 y 1985 la calidad de las guitarras y amplificadores de Fender disminuyó significativamente. Alentado por fanes indignados de Fender, los ejecutivos de la división CBS Musical Instruments ejecutó una compra apalancada en 1985 y crearon la Fender Musical Instruments Corporation (FMIC). Al mismo tiempo, la CBS se despojó de Rodgers, Steinway, y Gemeinhardt, todas compradas por Steinway Musical Properties. Las otras propiedades de instrumentos musicales también fueron liquidadas.

## Producción de películas
La CBS hizo una movida breve y fracasada en la producción de películas a mediados de los años 1960, creando Cinema Center Films. Esta unidad sin provecho fue encerrada en 1973; ahora, los derechos a la biblioteca de Cinema Center quedan con Paramount Pictures para vídeo doméstico (a través de CBS Home Entertainment) y estreno teatral, y con CBS Paramount Televisión para distribución televisiva (la mayoría de los otros derechos auxiliares permanecen con la CBS). Estrenó tales películas como The Reivers (1969), protagonizada por Steve McQueen, y la musical Scrooge (1970), protagonizada por Albert Finney.
Sin embargo, diez años más, en 1982, la CBS hizo otro intento para estrenar una película de Hollywood, en una joint venture con Columbia Pictures y HBO, llamada TriStar Pictures. A pesar de estrenar tales éxitos de cine como The Natural, Places in the Heart, y Rambo: First Blood Part II, la CBS sintió que el estudio no estaba sacando provecho, y en 1985, vendió su participación en TriStar a The Coca-Cola Company, el propietario de Columbia Pictures en ese tiempo.
En 2007, CBS Corporation anunció su deseo para volver al negocio de largometrajes lentamente, lanzando CBS Films y contratando ejecutivos principales en la primavera de 2008 para iniciar la empresa nueva. El nombre CBS Films actualmente fue usado una vez antes, en 1953, cuando el nombre fue brevemente usado para la distribuidora de programación sindicada por la CBS a estaciones de televisión locales en los Estados Unidos y en el extranjero.

## Vídeo doméstico
La CBS entró en el mercado de vídeo doméstico, cuando unida con MGM para formar MGM/CBS Home Video en 1978, pero la joint venture fue cerrada en 1982. CBS unió otro estudio, 20th Century Fox, para formar CBS/Fox Video. El deber de la CBS fue estrenar unas de las películas de TriStar Pictures bajo la etiqueta CBS/Fox Video.

### Gabriel Toys
La CBS entró el mercado de videojuegos brevemente, a través de su adquisición de Gabriel Toys (posteriormente renombrada como CBS Toys), publicando adaptaciones de varias series de televisión de CBS para el arcade y diversas consolas y computadoras, y también produciendo unos de los primeros grabadores de karaoke. CBS posteriormente vendió Gabriel Toys a View-Master, que finalmente acabó como parte de Mattel.

### Aventura al Reino Unido
El 14 de septiembre de 2009, fue revelado que la división internacional de la CBS, CBS Studios International, llegó a un acuerdo de joint venture con Chellomedia para lanzar seis canales con la marca CBS en el Reino Unido durante 2009. Los canales nuevos reemplazarían Zone Romantica, Zone Thriller, Zone Horror, y Zone Reality, además de los servicios de timeshift Zone Horror +1 y Zone Reality +1. El 1 de octubre de 2009, fue anunciado que CBS Reality, CBS Reality +1, CBS Drama, y CBS Action lanzarían el 16 de noviembre de 2009, reemplazando Zone Reality, Zone Reality +1, Zone Romantica, y Zone Thriller, respectivamente. El 5 de abril de 2010, Zone Horror y Zone Horror +1 fueron relanzados con las marcas respectivas Horror Channel y Horror Channel +1.

## Propietarios nuevos
A principios de los años 1990, los provechos de la CBS había caídos como resultado de competición por parte de compañías de cable, rentas de vídeo, y el costo alto de programación. A mediados de los años 1990, acerca de 20 afiliados anteriores de la CBS cambiaron sus afiliaciones, unieron a la cadena rápidamente creciente Fox, mientras muchos mercados de televisión a lo largo del país (por ejemplo, KDFX-CA en Palm Springs, California y KECY-TV en Yuma, Arizona) perdieron sus afiliados de CBS por un tiempo. Las calificaciones de la CBS fueron aceptables, pero la cadena luchó con una imagen de pesadez. Laurence Tisch perdió interés y buscó un nuevo comprador.

### Westinghouse Electric Corporation

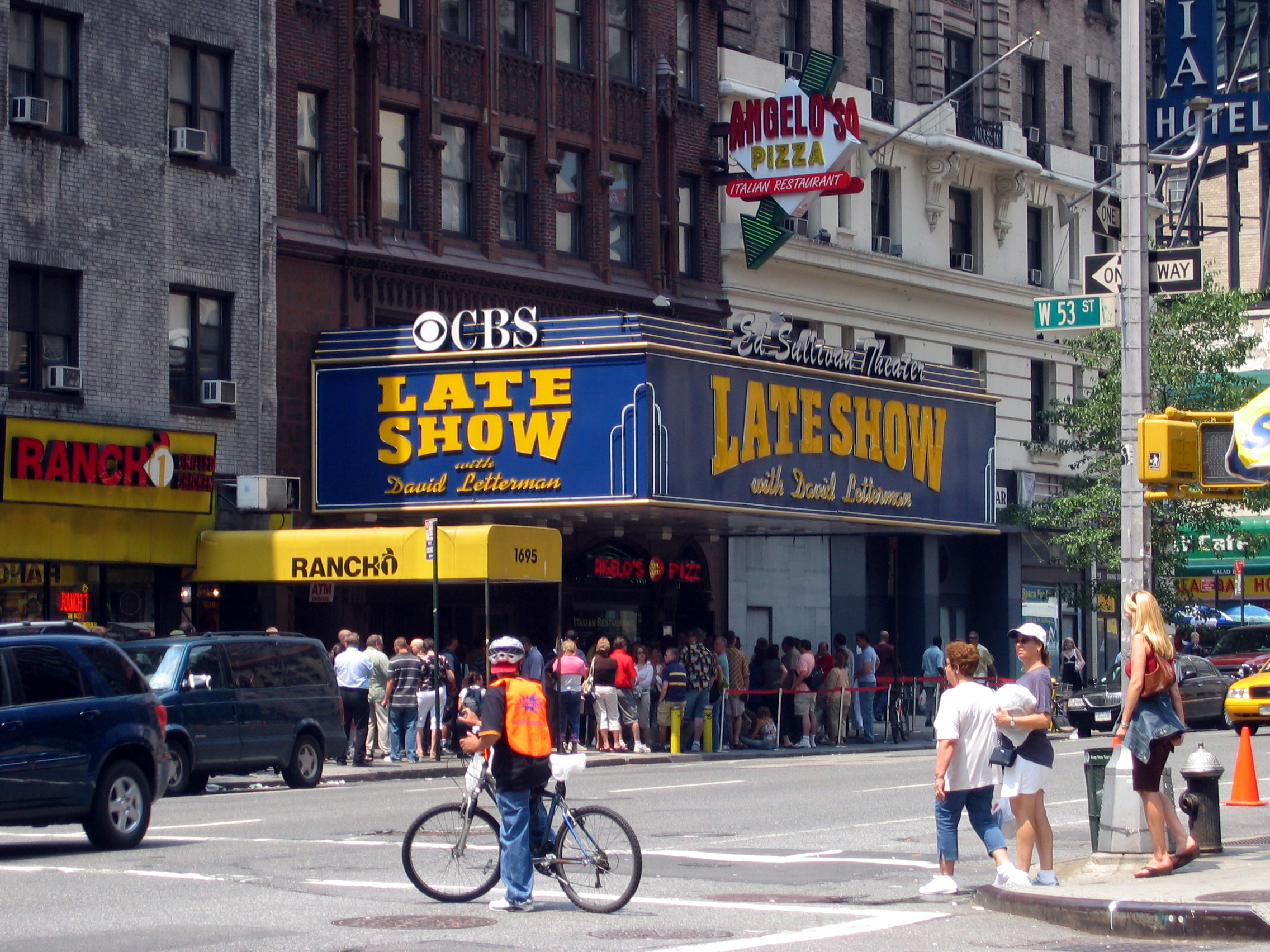
La CBS es el propietario del Ed Sullivan Theater en Manhattan, y lo usa para grabar sus emisiones de The Late Show with David Letterman.

En 1995, Westinghouse Electric Corporation adquirió la CBS para 5.4 billones de dólares. Como uno de los propietarios mayores de estaciones de radiodifusión comercial (como Group W) desde 1920, Westinghouse compró la CBS para hacer su transición de un operador de estaciones a una compañía mayor de los medios de comunicación.
La adquisición de la CBS por Westinghouse tuvo el efecto de bruscamente convertir las emisoras radiales de la compañía combinada en Nueva York (WCBS y WINS) y Los Ángeles (KNX y KFWB) de rivales amargos a estaciones hermanas.
En 1997, Westinghouse adquirió Infinity Broadcasting Corporation, el propietario de más de 150 emisoras de radio, para 4.9 billones de dólares. También en ese mismo año, Westinghouse comenzó la división CBS Cable adquiriendo dos canales existentes de cable (The Nashville Network y Country Music Television) y comenzando un canal nuevo (CBS Eye on People).
Después de la compra de Infinity, responsabilidad para las operaciones y ventas de la CBS Radio fue entregada a Infinity, que entregó la gestión a Westwood One, una compañía anteriormente gestionada por Infinity. WWO es un sindicador mayor de programación radiofónica que había previamente comprada la Mutual Broadcasting System, las cadenas de radio de la NBC, y los derechos para usar el nombre "NBC Radio Networks". Durante un tiempo, CBS Radio, NBC Radio Networks, y los servicios de noticias radiofónicas de CNN todos fueron propiedades de WWO.
A partir de 2008, Westwood One continúa distribuir la programación radiofónica de la CBS, pero como una compañía autogestionada que se puso a la venta, y se compró para una cantidad significativa de su cuota.
En 1997, Westinghouse cambió su nombre a CBS Corporation, y trasladó su sede corporativa de Pittsburgh a Nueva York. Al fin de 1999, todos elementos del pasado industrial de Westinghouse antes de su adquisición por la CBS habían desaparecido.

### Viacom
En los años 1990, la CBS había convertida en un gigante de la teledifusión, pero en 1999 el conglomerado de entretenimiento Viacom—que irónicamente fue creada por la CBS en 1952 como CBS Films, Inc. para sindicar series viejas de la CBS, y fue escindida con el nombre nuevo de Viacom en 1971—anunció que estaba apoderando su matriz anterior en un acuerdo valorado a 37 billones de dólares. Después de la compleción de este esfuerzo en 2000, Viacom fue clasificada como la segunda compañía de entretenimiento más grande del mundo.

## CBS Corporation y CBS Studios
Habiendo ensambleado todos los elementos de un imperio de comunicaciones, Viacom encontró que la sinergia propuesta no estaba allí, y al fin de 2005, dividió a sí mismo en dos empresas. La CBS se convirtió en el centro de una compañía nueva, CBS Corporation, que incluyó los elementos de teledifusión, las operaciones de producción de Paramount Televisión (renombrada como CBS Television Studios), United Paramount Network (que posteriormente fusionó con la WB Television Network para formar The CW Network), publicidad para Viacom Outdoor (renombrada CBS Outdoor), Showtime Networks, Simon & Schuster, y Paramount Parks, que la compañía vendió en mayo de 2006. Es el sucesor legal a la empresa vieja de Viacom.
La segunda compañía, manteniendo el nombre de Viacom, mantuvo Paramount Pictures, MTV Networks, BET, y hasta mayo de 2007, Famous Music, que era vendida a Sony/ATV Music Publishing.
Como resultado de la división corporativa ya mencionada, así como otras adquisiciones a lo largo de años recientes, la CBS (bajo el apodo de CBS Studios) es el propietario de un catálogo masivo de películas y series televisivas que abarca nueve décadas. Este catálogo incluye no solo material adquirido a partir de producciones internas de Viacom y programas de la cadena CBS, pero también programas emitidos originalmente en cadenas competidoras.
Tanto CBS Corporation como la empresa nueva de Viacom todavía son propiedad de National Amusements, una compañía albergada por Sumner Redstone. Por lo tanto, Paramount Home Entertainment continúa manejar distribución para la biblioteca de la CBS.

## Cobertura y disponibilidad
En 2003, ACNielsen estimó que la CBS puede ser visto en un 96.98% de hogares estadounidenses, llegando a 103.421.270 hogares en Estados Unidos. La CBS tiene 204 estaciones afiliados de VHF y UHF en los Estados Unidos y en sus posesiones. La CBS es también llevada en televisión por cable a lo largo de Canadá, por vía de sus afiliados, así como en Bermudas, por vía de su afiliado local, ZBM-TV.

## Logos y eslóganes

Logotipo actual de CBS, que se asemeja a un ojo. Conocido en inglés como "The CBS Eye" o "The Eyemark", este logo se ha usado desde 1951.

La CBS introdujo su logo popular, el "Eye Device", el 20 de octubre de 1951. Antes de esto, desde los años 1940 hasta 1951, la CBS usó un faro auxiliar llevando las letras de molde C-B-S. El "Eye Device" fue concebido por William Golden, basado en un signo hexagonal de los Pensilvania Dutch así como en un dibujo de los Shakers. (Mientras que es comúnmente atribuido a Golden, hay especulación que algún trabajo en el diseño del símbolo se pudo haber hecho por Georg Olden, otro diseñador en el personal de la CBS, quien era uno de los primeros afroamericanos en atraer algo de atención en el campo de diseño de gráficos.) El "Eye Device" hizo su debut en la teledifusión el 20 de octubre de 1951. La temporada siguiente, a medida que Golden preparó un identidad nuevo, el presidente de la CBS, Frank Stanton, insistió en mantener el "Eye Device" y usarlo tanto como sea posible. (Golden falleció inesperadamente en 1959, y fue reemplazado por uno de sus asistentes principales, Lou Dorfsman, quien pasaría a supervisar todos gráficos de la CBS para los próximos treinta años.)
Un ejemplo de la distinción entre las cadenas de televisión y radio de la CBS puede ser visto en un vídeo de The Jack Benny Program que data a 1953; el vídeo parece ser convertido de kinescopio, sin edición. Uno ve el programa casi prácticamente, ya que se habrían visto en vivo en la CBS. Don Wilson es el locutor del programa, pero también presta su voz a una promoción para Private Secretary, que era protagonizado por Ann Sothern y alternó semanalmente con Jack Benny en el horario de la CBS. Benny continuó aparecer en las cadenas de radio y televisión de la CBS en ese tiempo, y Wilson hace un anuncio de promoción al fin de la emisión para el programa radiofónico de Benny en la CBS Radio Network. El programa cierra con la diapositiva de la CBS Televisión Network, que presenta al "CBS Eye" sobre un campo de nubes, con las palabras "CBS Television Network" superpuestas sobre el ojo. No está claro si estaba simplemente ausento de la grabación, ni aun si fue originalmente emitido en absoluto.
El "CBS Eye" es ahora un icono en Estados Unidos. Mientras los ajustes del símbolo han cambiado, el "Eye Device" no ha sido rediseñado en su historia entera. En la nueva identidad gráfica de la cadena, creada por Trollbäck + Company en 2006, el "Eye" está siendo colocado en una posición de "marca" en los títulos de programas, días de semana, y obras descriptivas, en un enfoque que altamente respeta el valor del "Eye". El logo "Eye" frecuentemente ha sido copiado o prestado por cadenas de televisión a lo largo del mundo, con los ejemplos notables siendo Österreichischer Rundfunk en Austria (que anteriormente usó una versión roja del logo), Associated Television en el Reino Unido, Canal 4 en El Salvador, Televisa en México, Frecuencia Latina en Perú, Nippon Television en Japón, y Rede Bandeirantes y Rede Globo en Brasil. El logo alternativamente se conoce como "The Eyemark", que también era el nombre de las divisiones de sindicación doméstica e internacional de la CBS a mediados y finales de los años 1990.

### Años 1980
A lo largo de los años, la CBS ha desarrollada varias campañas de imagen notables, y unas de los eslóganes más conocidos de la cadena datan de los años 1980. Una campaña de 1981, llamada "Reach for the Stars", usó un tema espacial para capitalizar en la mejora estelar de la CBS en las calificaciones y conmemorar el lanzamiento de la transbordador espacial Columbia. En 1982, "Great Moments" yuxtapuso escenas desde programas clásicos de la CBS, tales como I Love Lucy, con escenas de los éxitos entonces actuales, tales como Dallas y M*A*S*H. Desde 1983 hasta 1986, la CBS (ahora firmamente encima de las calificaciones) contó con una campaña basada en el eslogan "We've Got the Touch". Voces para la sintonía de la campaña fueron contribuidas por Richie Havens, y posteriormente por Kenny Rogers. La temporada de programación de 1986-1987 marcó el comienzo de la campaña "Share in the Spirit of CBS", la primera campaña de la cadena en usar infografía y vídeo digital. A diferencia de la mayoría de otras promociones de cadenas televisivas, la versión completa de "Share the Spirit" mostró una prevista breve de cada nueva serie, seguida por un mapa de todo el horario estelar de cada noche. El éxito de esa campaña condujo a la campaña "CBS Spirit" en la temporada 1987-1988. La mayoría de promociones en esa campaña utilizaron una procesión de clips de programas una vez más. Sin embargo, el nuevo motivo gráfico fue una línea azul remolina, que fue usada para representar "el espíritu".

Logotipo de CBS, acuñado en 1966. Ahora funciona como logo secundario.

Para la temporada 1988-1989, la CBS reveló su nueva campaña de imagen, oficialmente conocida como "Television You Can Feel" pero más comúnmente identificada como "You Can Feel It On CBS". El objectivo fue comunicar una imagen más sensual a través de infografía distinguida y música calmante, con imágenes y clips de escenas y personajes emotionalmente poderosos en el fondo. Sin embargo, esta fue la temporada en la cual las calificaciones de la CBS comenzaron caer en la mayor medida en la historia de la cadena. La CBS finalizó la década con "Get Ready for CBS", una campaña muy ambiciosa que intentó elevar la CBS fuera de la última puesta (entre las cadenas mayores); el motivo contó con las estrellas de la cadena interactuando una con la otra en un plató remoto en el estudio, preparándose para sesiones de fotos y grabaciones, así como para la nueva temporada televisiva de la CBS. La canción de promoción y las prácticas de la campaña vieron muchas variaciones a lo largo del país porque todos los afiliados de la CBS participaron en ella, como por un mandato de la cadena. También, por la primera vez en su historia, la CBS se convirtió en la primera cadena de teledifusión en colaborar con un detallista nacional para fomentar sus audiencias, con el sorteo CBS/Kmart Get Ready Giveaway.

### Años 1990
Para la temporada 1990-1991, la campaña contó con una sintonía—The Temptations ofrecieron una versión alterada de su éxito "Get Ready". A principios de los años 1990, la CBS utilizó campañas menos memorables, con eslóganes simplificados como "This is CBS" (1992) y "You're On CBS" (1995). Finalmente, el departamento de publicidad ganó ímpetu otra vez a finales de la década con Welcome Home to a CBS Night (1996-1997), simplificado a Welcome Home (1997-1999) y conseguido por un spin-off de la campaña, The Address is CBS (1999-2000).

### Años 2000

Logotipo de CBS (2007-2010).

A lo largo de la primera década del siglo XXI, el resurgimiento en las calificaciones de la CBS fue respaldado por su campaña "It's All Here", y su estrategia condujo, en 2005, a su proclamación como "America's Most Watched Network". Su campaña más reciente, introducida en 2006, proclama "We Are CBS" con la voz de Don LaFontaine. A partir de 2009, la cadena ha cambiada su campaña a "Only CBS", en la cual la cadena proclama unas de sus calidades exclusivas. En 2011, la CBS ha regresada al uso de "America's Most Watched Network".

### Años 2010

Logotipo de CBS (2015-2020).

En octubre de 2011, la CBS celebró el aniversario sexagésimo de su uso del logotipo "Eyemark" después de utilizar como logotipo un simple texto que decía "CBS" entre los años 1920 y 1950.

## Programación

### Noticias
La cadena de televisión y radio CBS tiene una división de informativos, llamado CBS News, que es actualmente gestionada por Sean McManus. 
El programa principal de esta división es CBS Evening News, introducido en 1948, que generalmente se emite diariamente a las 18:30, después de noticieros locales, y viene en dos ediciones distintas: la edición de lunes a viernes (actualmente presentada por Scott Pelley), y la edición de sábado y domingo (actualmente presentada por Russ Mitchell). El 5 de septiembre de 2006, el noticiero hizo historia cuando Katie Couric, la copresentadora anterior del programa matinal Today en la NBC, reemplazó Bob Schieffer como presentador, convirtiéndose en la primera presentadora femenina de un noticiero televisivo.
Otros programas producidos por esta división han incluido los siguientes:
- Face the Nation (1954–presente)
- 60 Minutes (1968–presente)
- 60 Minutes II (1999–2005)
- See It Now (1951–1958)
- West 57th (1985–1989)
- CBS News Sunday Morning (1979–presente)
- CBS Morning News (1963–1969, 1982–presente)
- 48 Hours (1988–presente)
- Up to the Minute (1992–presente)
- CBS News Nightwatch (1982–1992)
- CBS This Morning (1987–1999; 2012–2021)
- The Early Show (1999–2011)
- Eyewitness to History (1960–1963)
- Eye to Eye with Connie Chung (1993–1995)
- Person to Person (1953–1961; 2012–presente)
- CBS Mornings (2021-presente)

### Otros programas exitosos
La CBS ha presentado una gran variedad de programas a lo largo de su historia en la televisión, incluyendo los siguientes:
- The $25,000 Pyramid (1982-1987; 1988)
- Alice (1976–1985)
- All in the Family (1971–1979)
- The Amazing Race (2001–presente)
- The Andy Griffith Show (1960–1968)
- As the World Turns (1956–2010)
- Barnaby Jones (1973–1980)
- Becker (1998–2004)
- The Beverly Hillbillies (1962–1971)
- The Big Bang Theory (2007–2019)
- Big Brother (2000–presente)
- The Bob Newhart Show (1972–1978)
- The Bold and the Beautiful (1987–presente)
- The Brighter Day (1954–1962)
- Cagney & Lacey (1982–1988)
- Capitol (1982-1987)
- Card Sharks (1986-1989)
- The Carol Burnett Show (1967–1978)
- Chicago Hope (1994–2000)
- Cold Case (2003–2010)
- Criminal Minds (2005–presente)
- CSI: Crime Scene Investigation (2000–2015)
- CSI: Miami (2002–2012)
- CSI: NY (2004–2013)
- Dallas (1978–1991)
- December Bride (1954–1959)
- Designing Women (1986–1993)
- Diagnosis Murder (1993–2001)
- The Dick Van Dyke Show (1961–1966)
- The Doris Day Show (1968–1973)
- Dr. Quinn, Medicine Woman (1993–1998)
- The Ed Sullivan Show (1948–1971)
- The Edge of Night (1956–1975)
- Everybody Loves Raymond (1996–2005)
- Falcon Crest (1981–1990)
- Family Affair (1966–1971)
- Family Feud (1988–1993)
- Father Knows Best (1954–1962)
- The George Burns and Gracie Allen Show (1950–1958)
- Ghost Whisperer (2005–2010)
- Gomer Pyle, U.S.M.C. (1964–1969)
- Good Times (1974–1979)
- Green Acres (1965–1971)
- Guiding Light (1952–2009)
- Gunsmoke (1955–1975)
- Have Gun, Will Travel (1957–1963)
- Hawaii Five-0 (2010–presente)
- Hawaii Five-O (1968–1980)
- Here's Lucy (1968–1974)
- Hogan's Heroes (1965–1971)
- How I Met Your Mother (2005–2014)
- I Love Lucy (1951–1957)
- I've Got a Secret (1952–1967; 1976)
- The Jack Benny Program (1950–1964)
- JAG (1997–2005)
- Jake y el Gordo (1987–1992)
- The Jeffersons (1975–1985)
- Jericho (2006–2008)
- Joan of Arcadia (2003–2005)
- Kate & Allie (1984–1989)
- The King of Queens (1998–2007)
- Kojak (1973–1978)
- The Late Late Show with Craig Ferguson (1995–presente)
- The Late Show with David Letterman (1993–presente)
- Let's Make a Deal (2009-presente)
- Lou Grant (1977–1982)
- Love is a Many Splendored Thing (1967–1973)
- Love of Life (1951–1980)
- The Lucy Show (1962–1968)
- Magnum, P.I. (1980–1988)
- Mannix (1967–1975)
- The Mary Tyler Moore Show (1970–1977)
- M*A*S*H* (1972–1983)
- Maude (1972–1978)
- Match Game (1973-1979)
- Medical Center (1969–1976)
- The Mentalist (2008–2015)
- Mission: Impossible (1966–1973)
- Mister Ed (1961–1966)
- The Munsters (1964–1966)
- Murder, She Wrote (1984–1996)
- Murphy Brown (1988–1998)
- My Three Sons (1965–1972)
- The Nanny (1993–1999)
- Nash Bridges (1996–2001)
- NCIS (2003–presente)
- Newhart (1982–1990)
- Northern Exposure (1990–1995)
- Numb3rs (2005–2010)
- One Day at a Time (1975–1984)
- Perry Mason (1957–1966)
- Petticoat Junction (1963–1970)
- Press Your Luck (1983-1986)
- The Price is Right (1972–presente)
- Rawhide (1959–1966)
- Rosie (1983-1990)
- Rescue 911 (1989–1996)
- Search for Tomorrow (1951–1982)
- The Secret Storm (1954–1974)
- Simon and Simon (1981–1988)
- Step by Step (1997–1998)
- Survivor (2000–presente)
- To Tell the Truth (1956–1968)
- Touched by an Angel (1994–2003)
- Trapper John, M.D. (1979–1986)
- The Twilight Zone (1959–1964)
- Two and a Half Men (2003–2015)
- The Unit (2006–2009)
- Walker, Texas Ranger (1993–2001)
- The Waltons (1972–1981)
- Westinghouse Studio One (1948–1958)
- What's My Line? (1950–1967)
- Wheel of Fortune (1983-presente)
- The Wild Wild West (1965–1970)
- Without a Trace (2002–2009)
- Yes, Dear (2000–2006)
- The Young and the Restless (1973–presente)
- El joven Sheldon (2017-presente)

## Emisiones internacionales

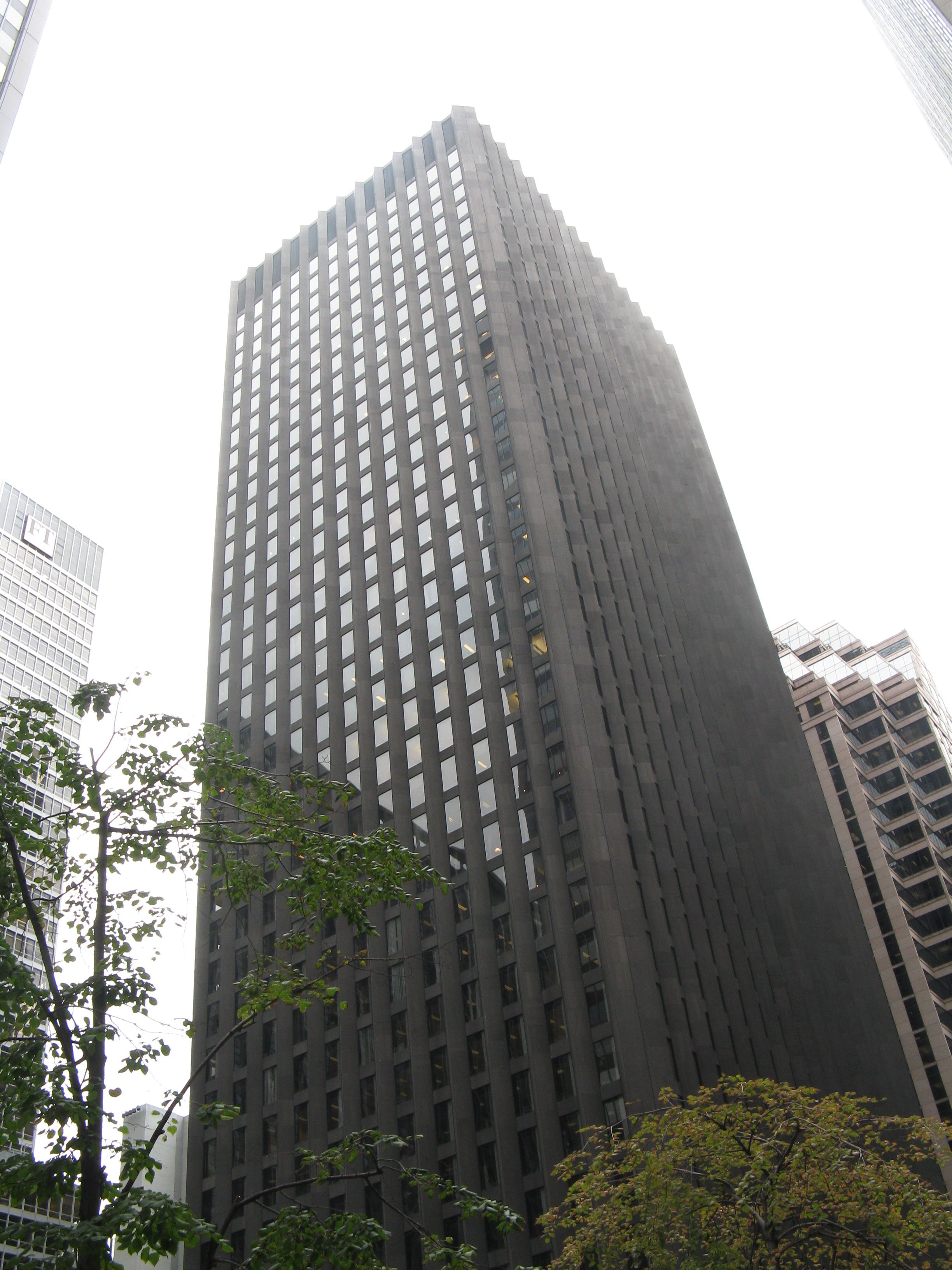
El CBS Building, sede en la Ciudad de Nueva York.

Los programas de la CBS se muestran fuera de Estados Unidos. Por ejemplo, CBS News se muestra pocas horas por día en el canal de satélite OSN News en Europa, África, y el Medio Oriente. The CBS Evening News se muestra en el Reino Unido, Irlanda, Australia, Nueva Zelanda, e Italia a través de Sky News, a pesar del hecho que Sky es parte de News Corporation (el propietario del Fox News Channel).
En el Reino Unido, la CBS asumió el control de seis canales de Chello Zone en 2009. Estos fueron los primeros canales extranjeros con la marca CBS. Los canales se llaman CBS Action, CBS Drama, y CBS Reality, mientras CBS Reality también tiene un canal de timeshift. Otros canales incluidos en el acuerdo son The Horror Channel y su canal de timeshift.
En Australia, Network Ten tiene un acuerdo de salida con CBS Paramount, dándole los derechos para llevar los programas Jericho, Dr. Phil, The Late Show with David Letterman, NCIS, Numb3rs, y 60 Minutes.
Hay un afiliado de la CBS en Bermudas—ZBM-TV, que es propiedad de la Bermuda Broadcasting Company.
En Canadá, la CBS, como todas de las cadenas mayores de la televisión estadounidense, se lleva en el paquete básico de programas para todos los proveedores de cable y satélite. Las emisiones se muestran en casi exactamente la misma manera en tanto Canadá como los Estados Unidos. Sin embargo, la programación de la CBS en los sistemas de cable y satélite canadienses está sujeta a la práctica de sustitución simultánea, en la cual una señal de una estación canadiense se coloca encima de la señal de la CBS, si la programación en ese tiempo es la misma. Además, muchos canadienses viven lo suficientemente cerca de una ciudad importante de Estados Unidos para recoger la señal de transmisión de un afiliado estadounidense de la CBS con una antena.
En Hong Kong, The CBS Evening News se emite en vivo en la mañana temprano, y las cadenas locales tienen un acuerdo para retransmitir secciones 12 horas después para llenar los programas informativos locales cuando tienen contenido insuficiente para comunicar.
The CBS Evening News se ve en las Filipinas por vía de satélite en Q-TV (una cadena hermana de la emisora GMA Network) mientras CBS This Morning se ve en ese país en la Lifestyle Network. Studio 23 y Maxx, dos canales que son propiedad de la emisor ABS-CBN en las Filipinas, transmiten The Late Show with David Letterman.
En India, la CBS le otorga a Reliance Broadcast Network, Ltd. la licencia para usar su marca en tres canales con la marca CBS, nombrados Big CBS Prime, Big CBS Spark, y Big CBS Love.

## Controversias
En 1995, la CBS negó emitir un segmento de 60 Minutes que habría ofrecido una entrevista con un presidente anterior de investigación y desarrollo para Brown & Williamson, la tercera mayor compañía de tabaco en la nación. La controversia planteó preguntas sobre las papeles legales en la toma de decisiones y si los estándares periodísticos deben ser comprometidos a pesar de presiones y amenazas legales. Sin embargo, la decisión enviado ondas de choque a lo largo de la industria de televisión, la comunidad de periodismo, y los Estados Unidos. Este incidente fue la base para la película de 1999 The Insider, por Michael Mann.
En 2001, Bernard Goldberg, quien era un reportero para la CBS por 28 años, publicó su libro, Bias: A CBS Insider Exposes How the Media Distort the News. Este libro fuertemente criticó los medios de comunicación, y unos reporteros y presentadores de la CBS en particular, como Dan Rather. Goldberg acusó a la CBS de tener un prejuicio liberal en la mayoría de sus noticias.
En 2004, la Comisión Federal de Comunicaciones impuso una multa de USD 550 000 en la CBS por su emisión del espectáculo del descanso del Super Bowl XXXVIII (producido por MTV, entonces una unidad hermana de la CBS) en la cual el pecho de la cantante Janet Jackson fue brevemente expuesto, en violación de leyes federales sobre la decencia. Tras el incidente, la CBS disculpó a sus espectadores y negó presciencia del evento, que fue emitido en vivo. En 2008, una corte federal en Filadelfia anuló la multa impuesta en la CBS, etiquetándole "arbitraria y caprichosa".
La CBS emitió un episodio controversial de 60 Minutes que cuestionó si el presidente George W. Bush sirvió en la Guardia Nacional de los Estados Unidos. Después de alegaciones de falsificación, CBS News admitió que los documentos usados en la historia no habrían sido propiamente autenticados. El siguiente enero, la CBS despidió cuatro personas conectadas a la preparación del segmento informativo. Un presentador anterior de noticias en la cadena, Dan Rather, presentó una demanda de 70 millones de dólares contra la CBS en 2007, contendiendo que la historia, y su terminación, fueron maltratadas. Partes de la demanda fueron despedidos en 2008, y el resto de la demanda fue desestimada en 2010, con su moción para apelar rechazada.
En 2007, un mayor general retirado del Ejército de Estados Unidos, John Batiste, apareció en un anuncio político para VoteVets.org que era crítico con el presidente Bush y la guerra en Irak. Dos días después, la CBS declaró que la aparición de Batiste en ese anuncio violó su contrato con la cadena, y el acuerdo fue terminado.